# Mariana Romo Carmona
Mariana Romo Carmona (nacida como Mariana Virginia Romo Carmona, el 31 de agosto de 1952, en Santiago, Chile, Chile) es una escritora de ficción en español e inglés, y académica en el campo de literatura latinoamericana y Latinx Studies. Activista en los frentes de derechos Latinx y LGBT, en 1977 comenzó a escribir y producir el programa de radio feminista y gay “There is Another Alternative”, como comentarista por WHUS.FM, emisora de la Universidad de Connecticut, Storrs. Fue cofundadora de grupos de lesbianas latinas en Boston y Nueva York, editora bilingüe en Kitchen Table: Women of Color Press donde coeditó la antología bilingüe Cuentos: Stories by Latinas (1983), con la escritora y dramaturga Cherríe Moraga y Alma Gómez (juez). Cofundó el LGBT People of Color Steering Committee (1988) y la revista queer, COLORLife! (1992) con Lidell Jackson. Fue editora y traductora en el  colectivo de Conditions Feminist Journal (1998-90), y cofundadora y editora de Escritorial Press con Mercedes Salvador (2010). Su ficción y poesía en inglés y en español se recoge en antologías y revistas literarias. En 1997 se publicó su novela Living at Night, seguido de la colección Speaking Like an Immigrant  y Sobrevivir y otros complejos: Narrative Poems in englillano (1999). En 2001 recibió el premio Lambda por su antología de relatos de padres de gente queer, publicado en español, Conversaciones: Relatos por padres y madres de hijas lesbianas e hijos gay (Cleis Press).
Actualmente es Adjunct Assistant Professor en City College of New York, CUNY, en los departamentos de lenguas modernas, inglés y Latinx Studies. Previamente enseñó literatura latinoamericana, clásica y antigua, y Anglophone, en CUNY (2001-2012); y fue miembro de la facultad del MFA Program in Creative Writing de Goddard College, donde su especialidad fue literatura comparada en inglés.

## Educación
Mariana Romo Carmona obtuvo el grado de doctora (Ph.D) por el The Graduate Center, CUNY en 2019; la maestría (MA) en Spanish por The City College of New York, CUNY en 2014; y el bachiller en 1982 por la University of Connecticut, Storrs.

## Reseña biográfica
Mariana Romo-Carmona, hija de Adriana María Carmona y Juan José Romo, creció en el antiguo vecindario industrial de Santiaguillo con San Diego, sur de Avenida Matta, en Santiago de Chile. Asistió a la escuela primaria Francisco Arriarán, a tres cuadras del hogar, una escuela pública de niñas. En 1964 la familia se trasladó a la ciudad de Calama, en el norte de Chile, donde sus padres realizaron una labor artística y cultural, lo cual la animó a grabar para la radio las lecturas que hacía para su hermana, Claudia, de La hormiguita cantora, los cuentos de Alicia Morel. Allí asistió al liceo  Nuestra Señora Guadalupe de Ayquina. En octubre de 1966, la familia emigró a los Estados Unidos, en el estado de Connecticut, donde su padre obtuvo empleo en diseño industrial. Romo-Carmona se graduó de la escuela superior Bristol Eastern High School en 1970.

## Obras
Narrativa
Speaking Like an Immigrant: A Collection. Revised and expanded edition. New York: Escritorial Press, 2010.
Conversaciones: Relatos por padres y madres de hijas lesbianas e hijos gay. San Francisco: Cleis Press, 2001.
Speaking like an Immigrant: A Collection. First ed. New York: Latina Lesbian History Project, 1999. 
Living at Night. A novel. Duluth: Spinsters Ink, 1997.
Poesía
Sobrevivir y otros complejos: Narrative Poems in Englillano. New York: Escritorial Press, 2011.
Antologías
Queer City. Co-editors Robinson, Harold, Ira Silverberg, and Jacqueline Woodson. New York: The Portable Lower East Side, 1992.
Conditions: Feminist Literary Journal - Editorial Board 1988-1992
Cuentos: Stories by Latinas. Co-editors: Gómez, Alma and Cherrie Moraga. New York: Kitchen Table Press, 1983.
Traducciones
The Short Stories of Marta Brunet. Chilean Story Tellers. (Work in progress)
Teaming: Monica’s Dream, by Jil Van Eyle and Mercedes Salvador. New York: Escritorial Press, 2012.
“Artist Texts: The Development of a Process, and Cracks in the Painting” by J.M. Cabané. Art Catalog, Barcelona. October, 2011.
“On the Subject of Heaps (About Anamnesis, by J. M. Cabané)” by Arnau Pons Catalan and Spanish. Art Catalog, Barcelona. October 2011.
La muchacha de los ojos tristes: Poemas, homenajes y estrés, by Noemí Trujillo Giacomelli. New York: Escritorial Press, 2011.
Viviendo campo a través: Memoir, poems and stories, by Mercedes Salvador Acevedo. New York: Escritorial Press, 2011.

## Premios
- Lambda Book Award for Conversaciones: Relatos por padres y madres (2002)
- Barbara Smith Literary Criticism Award, 2000
- Norcroft Foundation Artist Residency, 1999
- Fellow- The Millay Colony for the Arts, 1998
- Fellow-The MacDowell Colony, 1997
- Astraea: National Lesbian Writers Fund Fiction Award, 1991